# Predsednik Državnega sveta Republike Slovenije
Predsednik državnega sveta je vodja Državnega sveta Republike Slovenije, ki ga izvolijo svetniki z absolutno večino. Predsednik usklajuje delo državnega sveta z delom Državnega zbora Republike Slovenije in skrbi za sodelovanje z drugimi državnimi organi. Poleg tega, da predsednik predstavlja državni svet, pripravlja, sklicuje in vodi seje ter podpisuje akte, ki jih sprejme državni svet, skrbi tudi za uresničevanje razmerij z državnim zborom, vlado in drugimi državnimi organi, za sodelovanje s predstavniškimi organi drugih držav in z mednarodnimi parlamentarnimi institucijami ter z mednarodnimi organi in organizacijami.
V okviru pooblastil, ki mu jih dajeta zakon in poslovnik, skrbi za varovanje časti in ugleda državnega sveta, za izvajanje poslovnika, dodeljuje zadeve v obravnavo komisijam Državnega sveta, odloča o sporih glede pristojnosti med komisijami državnega sveta, določa sestavo delegacije državnega sveta za obisk pri organih v drugih državah in za obisk tuje delegacije v državnem svetu, po posvetovanju s kolegijem sprejema Sklep o organizaciji in delu službe državnega sveta ter Sistematizacijo delovnih mest v državnem svetu ter opravlja številne druge naloge, ki mu jih določajo Ustava, Zakon o Državnem svetu in Poslovnik državnega sveta (npr. sklicevanje in predsedovanje sejam kolegija Državnega sveta, določanje dnevnega reda v primeru sklica seje na lastno pobudo ipd.).
Trenutni predsednik državnega sveta je Marko Lotrič.

## Predsedniki Državnega sveta
| Št  | Slika              | Ime          | Mandat            | Mandat                         | Stranka                                    |
| --- | ------------------ | ------------ | ----------------- | ------------------------------ | ------------------------------------------ |
| 1   |                    | Ivan Kristan | 23. december 1992 | 17. december 1997              | Liberalna demokracija Slovenije            |
| 2   |                    | Tone Hrovat  | 17. december 1997 | 17. december 2002              | Slovenska ljudska stranka                  |
| 3   |                    | Janez Sušnik | 17. december 2002 | 12. december 2007              | Demokratična stranka upokojencev Slovenije |
| 4   |                    | Blaž Kavčič  | 12. december 2007 | 30. september 2011             | Liberalna demokracija Slovenije            |
| (4) | 30. september 2011 | Blaž Kavčič  | 12. december 2012 | Stranka mladih - Zeleni Evrope |                                            |
| 5   |                    | Mitja Bervar | 12. december 2012 | 12. december 2017              | ni član stranke                            |
| 6   |                    | Alojz Kovšca | 12. december 2017 | 12. december 2022              | Gospodarsko aktivna stranka                |
| 7   |                    | Marko Lotrič | 19. december 2022 |                                | Fokus                                      |